# Heart of Courage
«Heart of Courage» es una canción de la compañía estadounidense de música de producción Two Steps from Hell, compuesta por su cofundador Thomas Bergersen. Procede del de su álbum demo de música de tráiler de 2008, Legend, distribuido exclusivamente en la industria de la publicidad cinematográfica con el fin de obtener licencias. Posteriormente, la canción se puso a la venta en el primer álbum comercial del grupo, Invincible, publicado el 3 de mayo de 2010.
Se considera la canción más famosa del grupo, ya que se ha utilizado ampliamente en todo el mundo como tema de fondo para tráilers de películas, de videojuegos, anuncios de televisión, eventos en estadios y festivales. Especialmente notable fue su uso como tema de entrada de los equipos al terreno de juego en los 31 partidos de la Eurocopa 2012 de la UEFA, que la lanzó a la palestra pública, convirtiéndose en el tema de facto del torneo.

## Descripción
Heart of Courage tiene una base orquestal y coral, con énfasis en las cuerdas y un uso significativo del violín y el violonchelo. Los elementos instrumentales fueron interpretados por la orquesta checa Capellen Orchestra, mientras que los corales fueron interpretados por el coro The Salt Lake Tabernacle Choir.
Comienza suave y lentamente en si bemol menor. La canción empieza a crecer a partir del minuto 0:30 con la introducción de un ritmo repetitivo, y aún más a partir del minuto 0:45, cuando se introduce una melodía pegadiza interpretada por un coro que canta versos cortos, la mayoría de ellos de una o dos palabras. La canción deja de crecer después de aproximadamente la mitad de su duración, cuando alcanza un crescendo en mi bemol menor, llegando a su clímax de intensidad en torno al minuto 1:40. Las cuerdas continúan hasta el final, cuando se introduce un ritmo repetitivo. Las cuerdas continúan hasta el final de la canción, de nuevo en si bemol menor, y terminan desvaneciéndose.
La canción es famosa por sus cualidades "épicas" y emotivas. Soundstripe resume la canción desde esta perspectiva diciendo: "No importa el aspecto visual que prefieras, esta pieza de música de aventuras captura de algún modo la emoción y el peligro que esperaríamos encontrar en otro lugar o época. Y en dos minutos esa canción crea una experiencia que podría llevar 30 minutos en un medio visual". Su capacidad para inducir emociones la ha llevado a ser citada con frecuencia por deportistas profesionales como un popular himno motivacional antes de los partidos.

## Posición en listas
| Listas (2015)  | Posición más alta |
| -------------- | ----------------- |
| Francia (SNEP) | 95                |

## Uso en medios
La canción ha aparecido en diversos espacios televisivos y cinematográficos, destacando:
En tráilers de películas como:
- Las crónicas de Narnia: la travesía del Viajero del Alba[14] y Avatar.[15]

En tráilers de televisión como:
- Para la serie de NBC Revolution;[14] en la serie de BBC Frozen Planet,[15] y en la serie de ABC Érase una vez en el País de las Maravillas.[4] También fue usado por Canal + en los anuncios promocionales de la segunda temporada de Game of Thrones.[16]

En anuncios de videojuegos como:
- Mass Effect 2,[15][17] Ryse: Son of Rome,[18][19] en Nehrim: At Fate's Edge (un mod de The Elder Scrolls IV: Oblivion)[9] y Game of War: Fire Age.[20]

En series televisivas como:
- En varios episodios de la serie de la BBC Top Gear,[21] como tema de apertura de la serie de Comedy Central Nathan For You,[6][22] en varios documentales de History Channel,[23] en un episodio de The Masked Singer,[21] en la serie de telerrealidad griega Survivor Greece,[24] en las series italianas Ulysses - The Pleasure of Discovery y Journey into the Great Beauty[25] y en la serie de telerrealidad alemana de Youtube 7 vs. Wild,[26] como tema de apertura.

En comerciales y promocionales de televisión:
- Para el Ferrari FF en 2011,[27] para un nuevo SUV de Mercedes-Benz en 2015,[4] para la Copa del Mundo de Rugby de 2015,[28][29] para múltiples anuncios de reed.co.uk en 2016,[30] y para Amazon Alexa en 2020.[31]

Durante eventos deportivos y musicales:
- Como tema musical de apertura de todos los partidos de la Eurocopa 2012 de la UEFA,[1][32][33] en varias etapas de los Juegos Olímpicos de Londres 2012,[34] como parte de la música que acompaña al mayor espectáculo de fuegos artificiales de Europa en Francia, el Gran Incendio de Saint-Cloud, en 2012,[34] y como música de entrada de numerosos clubes de varias ligas de fútbol alemanas.[35]